# عبد الرؤوف يعقوب
عبد الرؤوف يعقوب عمر طه لاعب كرة قدم سوداني، يلعب حالياً في نادي الهلال في مركز لاعب خط الوسط.

## الإنجازات

### مع الهلال
- الدوري السوداني الممتاز (1): 2020–21

## وصلات خارجية
- National Football Teams (بالإنجليزية)